# Malerreka
Malerreka, ou vallée de Malerreka, est une vallée située au nord de la communauté forale de Navarre en Espagne. Elle en fait composée de deux vallées : la vallée de Doneztebe et celle de Basaburua Artea.

## Étymologie
Erreka signifie « la rivière » en basque.

## Géographie

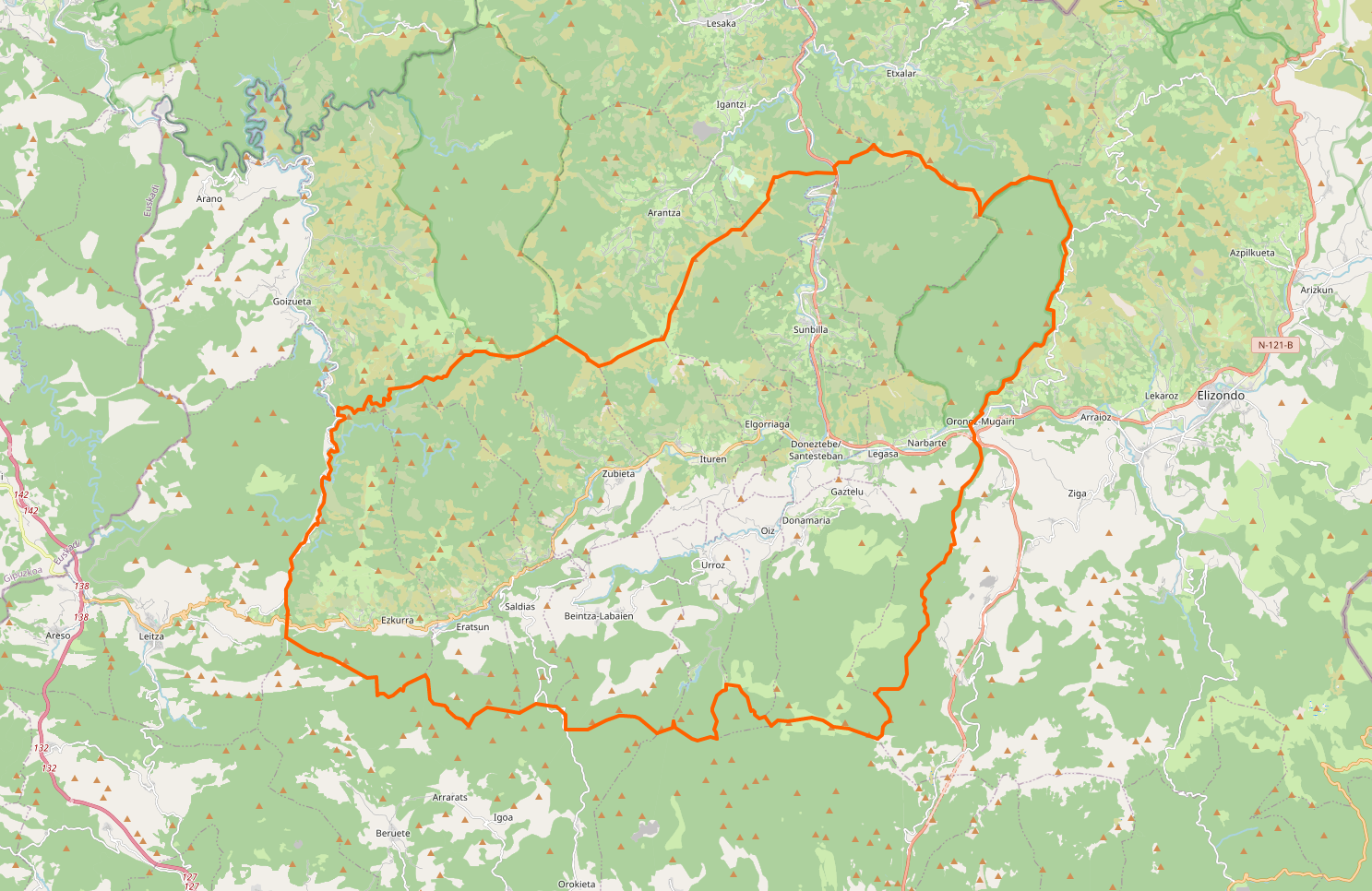
Périmètre de la comarque de Malerreka / Alto Bidasoa

C'est une zone caractérisée par l’abondance de cours d’eau, ruisseaux et rivières, ainsi que de forêts de chênes et de hêtres. Les principales rivières sont l'Ezcurra et l'Ezpelura.
- La vallée de Doneztebe comportent les villages de Doneztebe/Santesteban, Elgorriaga, Ituren, Zubieta, Oiz, Donamaria et Sunbilla.
- La vallée de Basaburua Artea comportent les villages de Beintza-Labaien, Ezkurra, Eratsun, Saldias et Urroz.

## Histoire
C'est aussi dans cette zone que se trouvent les lacs de barrage de Leurtza, créés en 1920 sur la rivière de ce nom pour mettre à profit l'énergie hydraulique.

## Note
Il n'y a pas d'association comme pour le français où qui se prononce ki. Lorsque deux consonnes se suivent, il faut les prononcer toutes les deux également. Exemples : 
- lau (le chiffre 4) se prononce laou et non lo (la lettre u se prononçant comme l'espagnol, ou, sauf en souletin, lanque parlée en Soule, province française du Pays basque où il se prononce comme en français).
- Ezkurra se prononce Eskourra (faire rouler les r).
- Ituren se prononce Itourene (ne pas oublier le n final).
- Zubieta se prononce Soubiéta (le u à l'espagnole).

## Villages
| Liste des villages de Malerreka | Liste des villages de Malerreka | Liste des villages de Malerreka | Liste des villages de Malerreka | Liste des villages de Malerreka | Liste des villages de Malerreka |
| Village                         | Habitants (2017)                | Photos                          | Village                         | Habitants (2017)                | Photos                          |
| ------------------------------- | ------------------------------- | ------------------------------- | ------------------------------- | ------------------------------- | ------------------------------- |
| Beintza-Labaien                 | 232 habitants                   |                                 | Ituren                          | 519 habitants                   |                                 |
| Bertizarana                     | 591 habitants                   |                                 | Saldias                         | 119 habitants                   |                                 |
| Donamaria                       | 434 habitants                   |                                 | Sunbilla                        | 675 habitants                   |                                 |
| Doneztebe (capitale)            | 1 732 habitants                 |                                 | Oiz                             | 130 habitants                   |                                 |
| Elgorriaga                      | 203 habitants                   |                                 | Urroz                           | 185 habitants                   |                                 |
| Eratsun                         | 154 habitants                   |                                 | Zubieta                         | 308 habitants                   |                                 |
| Ezkurra                         | 154 habitants                   |                                 | Total (Malerreka):              | 5 436 habitants                 |                                 |